# Rzemlik topolowiec
Rzemlik topolowiec (Saperda carcharias) – gatunek chrząszcza z rodziny kózkowatych, podrodziny zgrzypikowych (Lamiinae) i plemienia Saperdini.
Gatunek ten został opisany w 1758 roku przez Karola Linneusza jako Cerambyx carcharias, a do rodzaju Saperda przeniesiony został w 1775 roku przez Johanna Christiana Fabriciusa. Dawniej klasyfikowany był też w rodzajach Leptura, Lamia i Anaerea.
Długość ciała 20–30 mm, a szerokość 6,5–10 mm. Ciało pokryte gęstym, żółtym włosem.
Owady dorosłe występują od czerwca do sierpnia. Żerują na topolach, rzadziej wierzbach wygryzając w ich liściach charakterystyczne otwory, czasami także obrączkują młode pędy obgryzając korę. Samice składają jaja w szparach kory 5-20 letnich topól lub wierzb. Z jaj wylęgają się larwy żerujące w drewnie dwa lub trzy lata.

## Rozprzestrzenienie
Gatunek palearktyczny o chorotypie syberoeuropejskim. W Europie wykazany został z Albanii, Austrii, Białorusi, Belgii, Bośni i Hercegowiny, Bułgarii, Chorwacji, Czech, Danii, Estonii, europejskiej Turcji, Finlandii, Francji, Grecji, Hiszpanii, Holandii, byłej Jugosławii, Liechtensteinu, Litwy, Luksemburgu, Łotwy, Macedonii, Mołdawii, Niemiec, Norwegii, Polski, Rumunii, Rosji, Słowacji, Słowenii, Szwecji, Szwajcarii, Ukrainy, Węgier, Wielkiej Brytanii i Włoch. W Azji znany z azjatyckiej części Turcji, Kaukazu, Syberii po północne Chiny i Koreę.